# Gather the Faithful
Gather the Faithful es el álbum debut de la banda finlandesa de power metal melódico Cain's Offering. El disco está compuesto por 10 canciones y (11 en la edición japonesa del disco). El proyecto fue iniciado por el exguitarrista de Sonata Arctica, Jani Liimatainen. Fue grabado en 2009 en diferentes estudios en Finlandia y fue puesto en libertad el 22 de julio de 2009 en Japón a través de Avalon. En el sitio web de la banda, la banda afirmó que están "en estos momentos se concentra en el siguiente comunicado Europea / Estados Unidos, que muy probablemente será finales de agosto" y que están "en negociaciones con una etiqueta bien conocida, y pronto ser capaz de anunciar el acuerdo y la fecha tentativa de liberación ". El disco fue mezclado por Jimmy Westerlund en Los Ángeles, Hollywood y masterizado por Eddy Schreyer en Oasis Mastering, Los Ángeles, Burbank. El 25 de junio la banda anunció que su álbum debut será lanzado el 28 de agosto en Europa y el 11 de septiembre en los EE. UU. por Frontiers Records. 

## Lista de canciones
1. "My Queen Of Winter" - 4:15
2. "More Than Friends" - 4:20
3. "Oceans Of Regret" - 6:21
4. "Gather The Faithful" (Instrumental) - 3:50
5. "Into The Blue" - 4:25
6. "Dawn Of Solace" - 4:18
7. "Thorn In My Side" - 4:07
8. "Morpheus In A Masquerade" - 6:51
9. "Stolen Waters" - 4:35
10. "Tale Untold" (Pista adicional versión japonesa) - 4:08
11. "Elegantly Broken" - 2:46

- Toda las canciones fueron escritas y compuestas por Jani Liimatainen

## Miembros
- Timo Kotipelto - Voz
- Jani Liimatainen - Guitarra
- Jukka Koskinen - Bajo
- Mikko Harkin - Teclado, Piano
- Jani Hurula - Batería
- Petri Aho - Vocal de fondo
- Antti Railio - Vocal de fondo

## Posicionamiento
| Listas (2009)        | Posición |
| -------------------- | -------- |
| Finnish Albums Chart | 20       |